# Jalžabet
Jalžabet je opčina v Chorvatsku, ve Varaždinské župě. Opčinu tvoří 8 sídel. V roce 2001 žilo v celé opčině 3 732 obyvatel, v samotném Jalžabetu 1 065 obyvatel.

## Části opčiny
- Imbriovec Jalžabetski
- Jakopovec
- Jalžabet
- Kaštelanec
- Kelemen
- Leštakovec
- Novakovec
- Pihovec